# Manhattan
För andra betydelser, se Manhattan (olika betydelser).

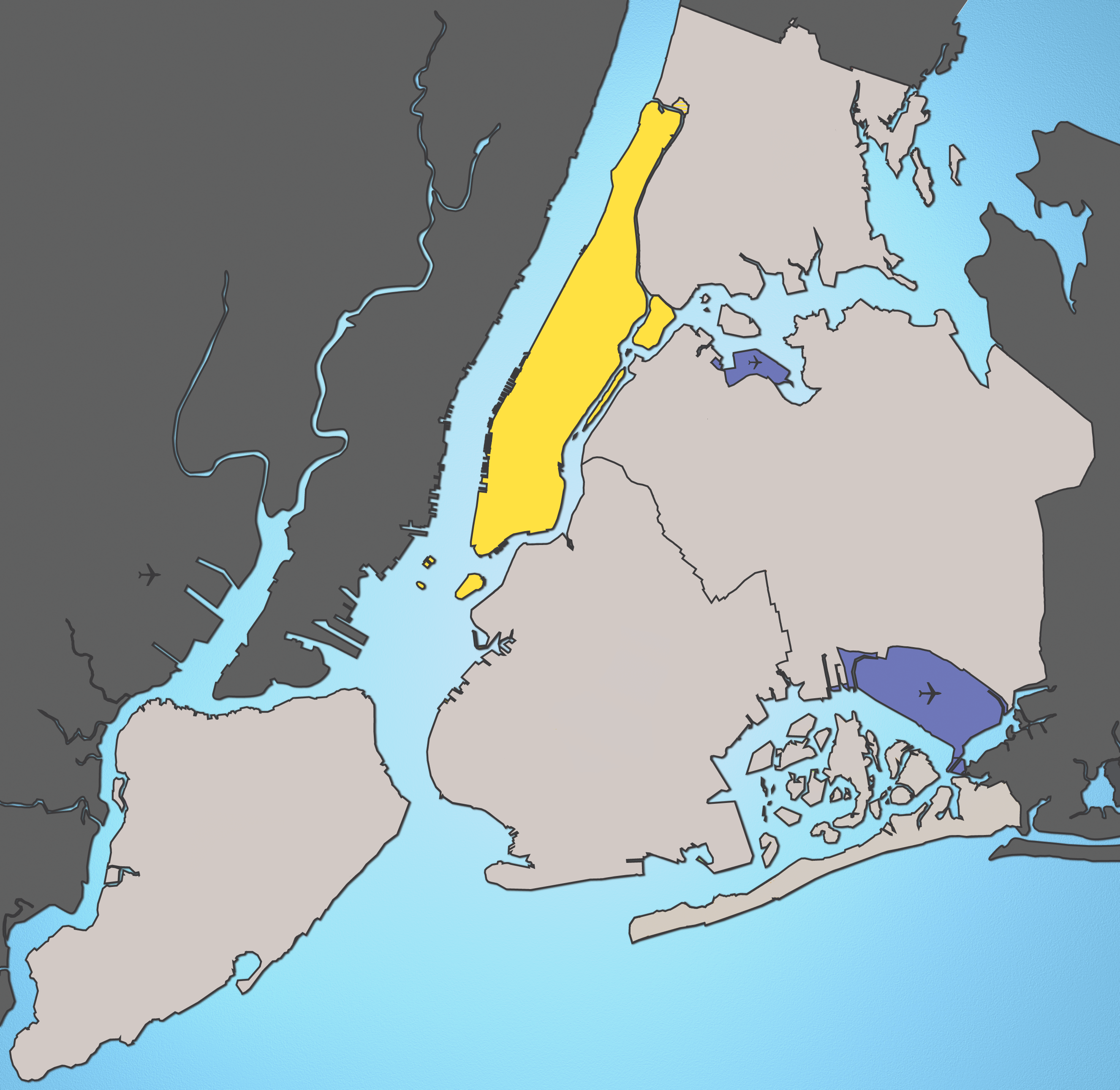
Manhattan (gulfärgat på kartan), ligger mellan Hudsonfloden och East River.

Manhattan är en av de fem stadsdelar (boroughs) som tillsammans bildar staden New York City.  Manhattan är även  en ö på 58,8 km² utefter nedre delen av Hudsonfloden i delstaten New York i USA.  Manhattan är den äldsta av staden New Yorks fem stadsdelar.
Manhattan har samma gränser som New York County, den ursprungliga staden New York. Till stadsdelen räknas förutom huvudön, Manhattanön, även ett antal mindre öar som Roosevelt Island och Governors Island samt även en mycket liten del av fastlandet på andra sidan Harlem River utskuret ur Bronx. Manhattan är en 22 km lång och på några ställen 3,5 km bred ö i övre ändan av New York-viken, begränsas i väster av Hudsonfloden, i öster av East River samt skiljes från fastlandet i nordöst och norr av kanalerna Harlem River och Spuyten Duyvil Creek. 
Manhattan har två affärsdistrikt - Midtown och Lower Manhattan. Båda har karaktäristiska siluetter med skyskrapor. Nästan hela Manhattan har ett rektangulärt gatunät. Vägarna som går i nord-sydlig riktning kallas "avenues" och de som går i väst-östlig kallas "streets". Från södra delen av Manhattan sträcker sig Broadway i nordöstlig riktning mot den norra delen och följer därmed inte det övriga gatunätet.

## Namn och historia
Ön, som till större delen upptas av staden New York, är namngiven av indianstammen Lenni Lenape som bodde där före holländarnas ankomst. Ordet manaháhtaan betyder ungefär "platsen där vi hämtar bågar". Alternativa tolkningar av namnets ursprung är "Ön med många kullar" eller bara "ön". Manna-hatta är nämnt i skrift i fartygsbefälet på Henry Hudson fartyg Halve Maen, Robert Juets, loggbok från 1609. Namnet finns också skrivet på en karta från 1610 på både västra och östra stranden av Hudsonfloden, det vill säga även på New Jerseystranden.
En seglivad myt gör gällande att ursprungsinvånarna sålde Manhattan till européer för lite krimskrams. I själva verket ska de ha varit hårda förhandlare som sannolikt inte ens kunde tänka sig att sälja landområden.
År 2000 hade Manhattan 1 537 195 invånare och är idag ett av de mest tätbefolkade områdena på jorden. Detta har lett till en hög användning av kollektivtrafiken, främst New Yorks tunnelbana för passagerare inom Manhattan. Tre av fyra äger ingen personbil och endast 10 procent av den arbetande befolkningen tar sig till arbetet med bil, vilket är en mycket låg andel jämfört med de flesta städer i västvärlden.

## Stadsdelar på Manhattan

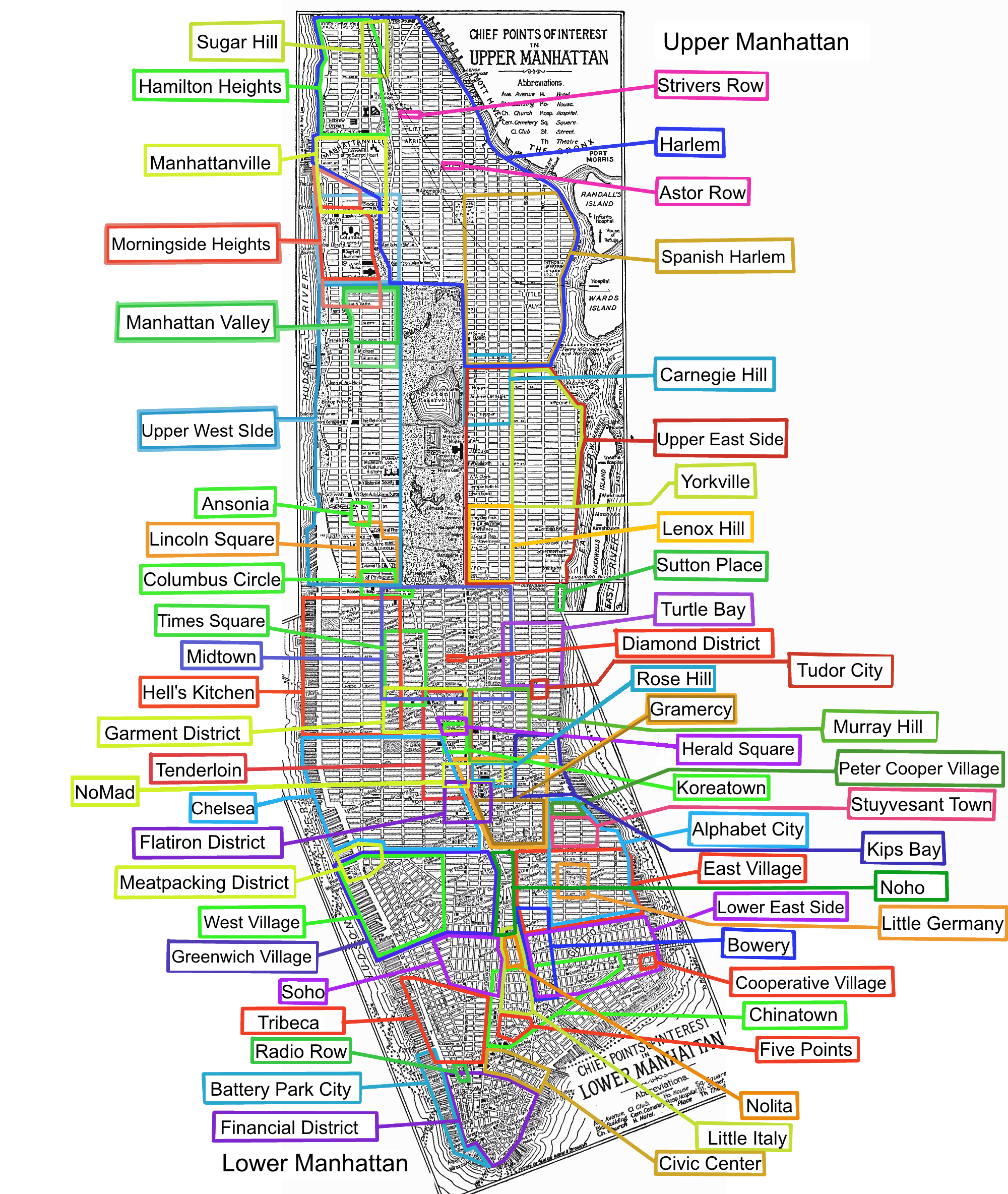
Karta över stadsdelar och områden på Manhattan. Gränserna är inte alltid exakta och många områden överlappar dessutom med varandra.

Manhattan brukar delas in i tre huvudområden i nord-sydlig riktning, samt två områden i väst-östlig riktning.
Vanliga grunddefinitioner är:
- Upper Manhattan (även benämnt som Uptown) är området norr om 96th Street.
- Midtown Manhattan (även benömnt som Midtown) är området mellan 34th Street och 59th Street. Ibland räknas även området ända ned till 14th Street som del av Midtown.
- Lower Manhattan (även benämnt som Downtown) är området söder om 14th Street.
- West Side är väster om Fifth Avenue.
- East Side är öster om Fifth Avenue.

Dessutom finns ett stort antal mindre namngivna områden, varav en del, såsom Garment District och Little Italy bara omfattar några få kvarter, medan andra, såsom Harlem och Upper West Side är större områden som i sin tur omfattar mindre stadsdelar.

### Upper Manhattan/Uptown
- East Harlem
- Harlem
- Inwood
- Morningside Heights
- Spanish Harlem
- Upper East Side
- Upper West Side
- Washington Heights
- Yorkville

### Midtown Manhattan
- Chelsea
- Flatiron District
- Garment District
- Gramercy
- Hell's Kitchen
- Midtown East
- Midtown West
- Murray Hill
- Stuyvesant Town
- Times Square

### Lower Manhattan/Downtown
- Alphabet City
- Chinatown
- Civic Center
- East Village
- Financial District
- Greenwich Village
- Little Italy
- Loisaida
- Lower East Side
- Meatpacking District
- NoHo
- SoHo
- Tribeca

## Avenyer och gator
- 14th Street
- 42nd Street
- 110th Street
- 125th Street
- Avenue of the Americas
- Broadway
- Canal Street
- Fifth Avenue

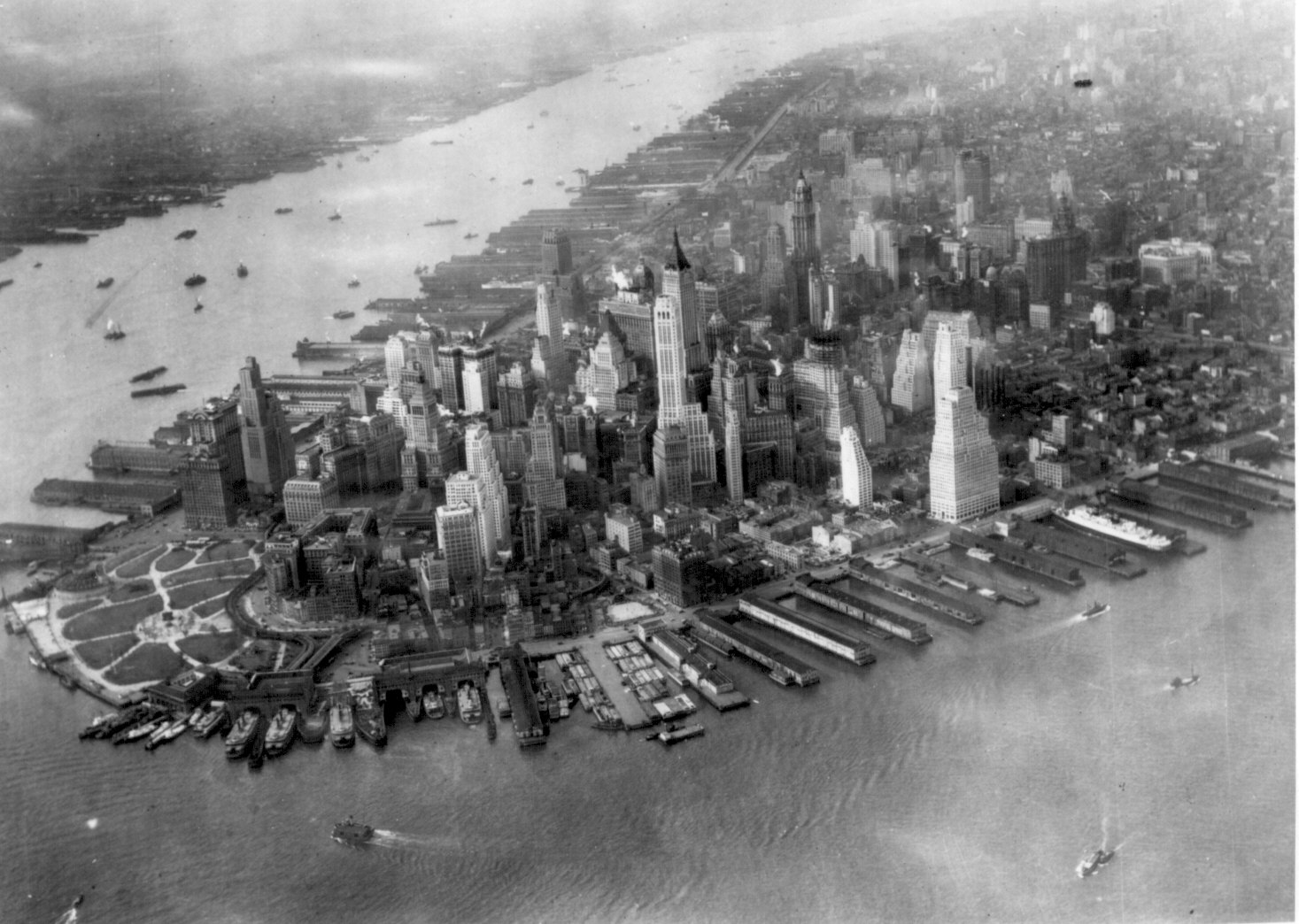
Manhattan 1931.

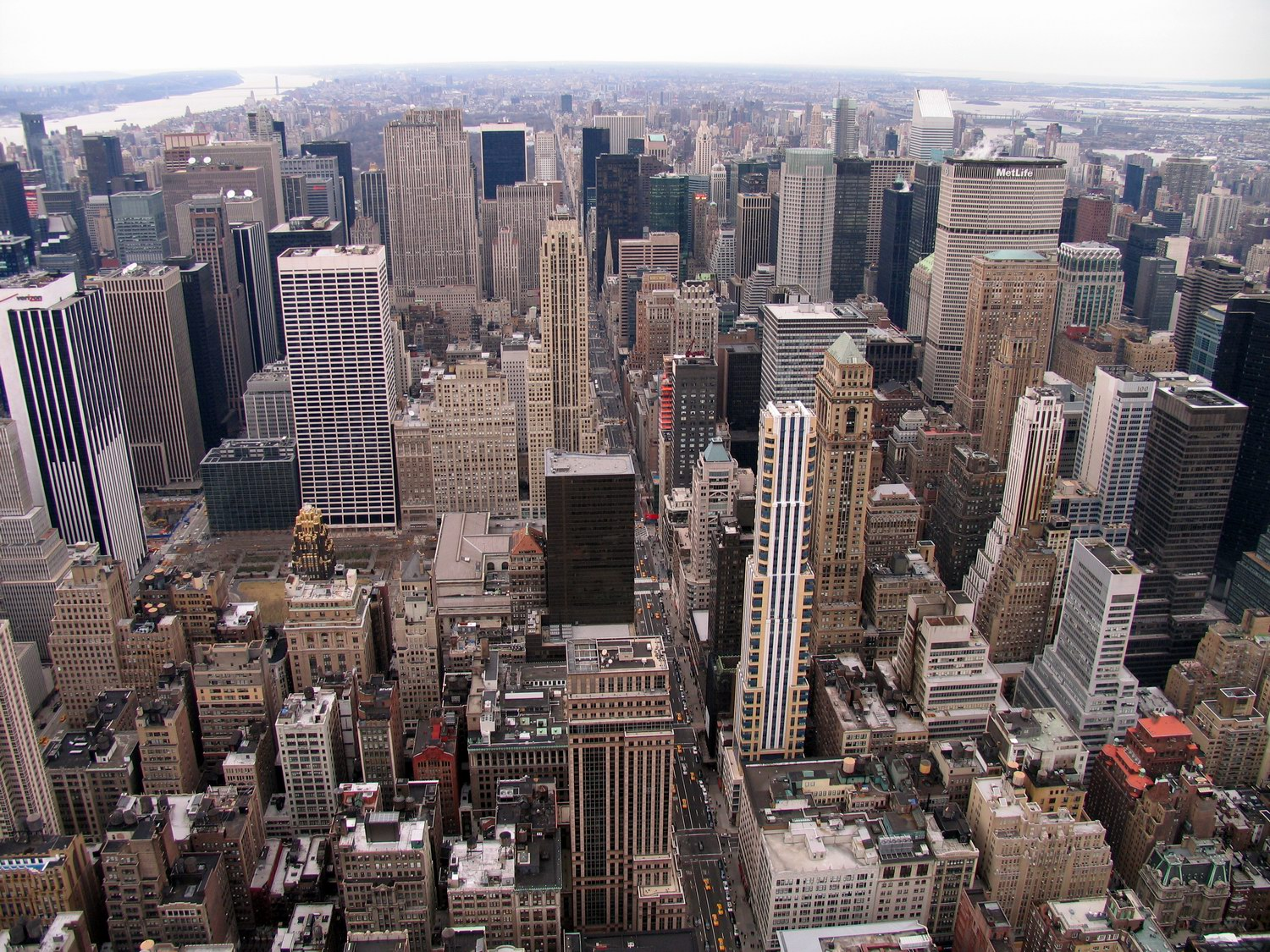
Delar av Manhattan från Empire State Building.

- Franklin D. Roosevelt East River Drive
- Houston Street
- Lexington Avenue
- Madison Avenue
- Mulberry Street
- Park Avenue
- Seventh Avenue
- Tenth Avenue
- Third Avenue
- Wall Street

## Sevärdheter
- Battery Park
- Central Park
- Empire State Building
- Förenta nationernas högkvarter
- High Line
- Intrepid Museum
- Madison Square Garden
- Metropolitan Museum of Art
- National September 11 Memorial & Museum
- One World Trade Center
- Trump Tower
- The Trump Building

## Sport
- New York Knicks hemmaarena Madison Square Garden (basket)
- New York Rangers hemmaarena Madison Square Garden (ishockey)